# Ignacio Antinori
Ignazio Pizzuto Antinori (Santo Stefano Quisquina, 18 febbraio 1885 – Tampa, 23 ottobre 1940) è stato un mafioso italiano naturalizzato statunitense a capo di uno dei primi traffici di droga negli Stati Uniti. Antinori fu il primo boss della famiglia di Tampa, ora conosciuta come Famiglia Trafficante.
Non si sa molto della sua vita prima che arrivasse in America. Fu uno dei primi criminali ad emergere in Florida durante l'era del proibizionismo. Negli anni 30 divenne uno dei maggiori trafficanti di eroina, alleandosi con la Mafia corsa e quella americana. Antinori stabilì un "triangolo della droga", che partiva da Marsiglia, passava attraverso Cuba ed infine arrivava a Tampa. Successivamente si accordò con il Federal Bureau of Narcotics per distribuire la sua droga nel Midwest, attraverso Saint Louis (con l'aiuto di Thomas Buffa), e Kansas City (con l'aiuto di Nicola Impastato, James DeSimone e Joseph DeLuca).
La polizia iniziò ad interessarsi alle operazioni di Antinori. In aggiunta, un altro mafioso, Santo Trafficante Sr., iniziò ad attaccare le attività di Ignacio, tagliandoli tutti collegamenti con i due boss di New York, cioè Vincent Mangano e Joe Profaci, e alleandosi con loro.
Il 23 ottobre 1940 Antinori stava bevendo il caffè al Palm Garden Inn di Tampa con un amico e una ragazza. All'improvviso un sicario piombò alle sue spalle, sparandogli due volte alla testa con un fucile a pompa. L'omicidio venne commissionato da un'altra organizzazione criminale, la Chicago Outfit, non contenta della quantità e della qualità della droga che Antinori gli spediva.